# 参加民主主義
参加民主主義 (さんかみんしゅしゅぎ、英語: participatory democracyあるいはparticipative democracy) は、政治システムの方向性と運用において有権者の広範な参加を重視する、民主主義のモデルの一つ。民主主義の語源 (古代ギリシア語のdemos+kratos)は、人民が権力を有しておりすべての人々が参加していることを意味する。しかし参加民主主義は、伝統的な間接民主主義よりも、より複雑な形の市民参加とより大きな政治的権利を提唱する傾向がある。
参加民主主義は、国民のすべての構成員が意思決定に有意義な貢献をする機会を生み出し、そのような機会を利用できる人々の範囲を広げることを目指している。全体的な意思決定過程を成功させるためには多くの情報を収集する必要があるため、テクノロジーは参加民主主義に必要なエンパワーメントの類型、特にコミュニティの談話を可能にし、知識の蓄積に対応する技術的手段につながる重要な影響力を提供する可能性がある。参加規模の効果的拡大、および小規模だが効果的な参加グループを小規模な世界ネットワークに変換することは、現在研究中の分野である。一方、対面会議の重要性を強調し、技術への過度の依存は有害になり得ると警告する論者もいる。
学者のなかには、強力な非政府公共圏が強力な自由民主主義出現の前提条件であるという考えに基づき、市民社会の領域内でのコミュニティベースの活動に用語の焦点を再び当てることを主張する者もいる。彼らは、市民社会の領域と正式な政治の領域を分離する価値を強調する傾向がある。2011年には、「占拠せよ」運動によって参加民主主義に対する草の根の関心が高まった。

## 概説
公衆の参与とは、一般に何らかの行動に参加する行為と定義される。したがって、「政治参加」は「政治的な」行動に参加する行為として主に想定される。このような定義は、「政治的な」行動と考えられるものを取り巻く曖昧さのために、政治学ではしばしば異なる。この一般的な定義の範囲内では、政治参加の認識は、参加の形態、程度および質の違いによって異なる。投票から公共政策の実施に直接影響を及ぼすまで、政治参加が政治理論上どの程度適切と考えられるかについては、今日まで議論が続いている。参加民主主義は、主として、市民が自らの生活に影響を及ぼす問題に関する意思決定に参加し、又は参加する機会を与えられることを確保することに関係している。
参加民主主義の主張は多元的民主主義への根本的批判という形で展開され、古代のような人々の直接参加のきっかけを、何らかの形で復活するべきというものである。より具体的には、多元主義は合意と安定の名の下に既得権益層による支配を維持しようとしているが、そこでの「開かれた」政治では、貧者や社会的弱者が体系的に排除され政治的無関心に追いやられているという実は極めて閉鎖的なものであり、少数派の特権により支配されている。そのため、万人の政治参加という民主制の理念を放棄していると批判した。また、多元主義下の政治とは私的利益を満たすための活動に過ぎず、政治が社会にとって良い成果を出したかということや民主制が人間の自由と尊厳の実現に寄与すべきだということは問われないので、政治を批判、あるいはより良き社会の実現に向けた行政の視点が失われる。対して参加民主主義は、政治へ積極参加することで多元主義的政治が隠蔽した論点や権力関係を明らかにし、政治の地平を広げるべきだと主張する。
参加民主主義のもう一つの特徴は、人間と政治との関係についての独特な見解である。自由主義の観点からは、政治参加そのものを権利や利益を実現する手段と見做すが、参加民主主義では政治参加が人間そのもののあり方にとって決定的重要性を持つと強調する。参加民主主義の立場からは、政治参加とは見聞を広めて人としての可能性を開花させ、自己実現や自己教育にとって重要な契機を与えるものであり、多くの市民を政治過程から排除する「政治家による政治」は人間の可能性や創造性への機会を人々から奪うものと見做される。
参加民主主義は新しい概念ではなく、アテナイの民主主義の直接民主制以来、様々な政治構造のもとで存在してきた。参加民主主義の理論はジャン＝ジャック・ルソーによって展開され、後になって、政治参加が公正な社会の実現に不可欠であると主張したジョン・スチュアート・ミルとジョージ・ダグラス・ハワード・コールによって促進された。にも関わらず、学術文献の中でこのテーマに突然の活性化と人気が出始めたのは、19世紀中頃になってからである。政治参加の意義が復活したのには、民主主義の代表的モデルが衰退しているという評価が高まってからの自然な成り行きだという推測がある。選挙で選ばれたエリートと一般市民との間の無機質な関係が深まり、選挙の投票率が低下し、政治的な腐敗が絶えないことが、そう思われている危機の背後にある理由だと考えられることが多い。もう一つは、デビッド・プロトケによって論じられたたように、参加民主主義の提唱者はもともと、ヨーゼフ・シュンペーターが一般に確立した理論である「最小限の民主主義」の批判者であったというものである。プロトケは、「冷戦時代には、非共産主義者が最小民主主義を批判し、[最小民主主義の提唱者]という主張を覆して自分たちの立場を明確にする傾向がありました。(中略)食欲をそそらないメニューを与えられ、最小民主主義を批判する人々は、政治参加の急激で持続的な増加を主張しました。」という。その起源に関わらず、最近の参加民主主義の復活は、市民参加型予算のような様々な制度改革につながり、伝統的に支配的な形式である自由民主主義に着実に挑戦している。また、シューペンターを批判し参加民主主義を本格的に理論化させたのはキャロル・ペイトマンである。ペイトマンは、参加民主主義はナチズムのような全体主義を予防しつつ政治社会の安定を担保すると考え、市民の政治参加を政治家の選出のみに限定した。市民の政治参加の過程には個人の心的作用や教育的機能にも重要な意義があり、参加することで疎外感が薄れて政治的有効性感覚を持ち、さらなる参加に向け行動する。
参加民主主義の提唱者は、自由民主主義を批判し、代議制を真の民主主義社会に本質的に欠けていると主張し、民主主義のイデオロギーに関する根本的な議論につながっている。「個人民主主義」の提唱者のベンジャミン・バーバーは、「それは人間をお互いから遠ざけ、より重要なのは、自由主義が立っている認識論的基盤自体に根本的な欠陥があるからです。」という理由で自由民主主義を批判した。バーバーの特筆すべき重要性は、政治と民主主義の認識論的基盤への回帰であり、その点でジョエル・ウルフは彼の仮説を補強している: 「強い民主主義は、全ての人々が意思決定と実行に参加する政府の形態であるべきです。現代社会の複雑さが直接民主主義に限界を課していることを認識しつつも、それが共有の利益、共通の意志、コミュニティの行動を生み出すので、全ての人々の参加が不可欠であり、その全てが必然的に政治に正当性を与えます」。バーバーはまた、自由民主主義の価値観は打算的であり、互いに排他的な個人は他人との競争にどう勝つかに主眼を置いているから、人々の間の信頼感が揺らいで市民権や公共の利益等の存在余地がなくなるとしつつも、それらが社会を支える重要な条件にもなるという。彼が提唱した「強い民主主義」では、公的な問題を解決するために市民が参加できる制度や機会が与えられ、市民には他人との対立を協調に代えて他人の視点を考慮することが期待される。その中で判断力などが磨かれ、議論に参加し他人との交流そのものを楽しいと感じることによって、共有される利益への関心が高まるという。また、指導者は必要であるが、リーダーシップが強すぎると市民に無力感を与えてしまうので、一人一人が問題を判断し対処する責任と能力を持つことが重要とされる。立法や公的決定を選出されたエリートが独占するのでなく、市民がそれらを正しいと考えて受け入れやすくするためにも、その過程に市民の参加が必要だという。
全ての現代の憲法や基本法には、本質的には国民が公権力や政府の権限の究極の源泉であることを意味する、国民主権の概念と原理が含まれており、宣言されている。国民主権の概念は、政治的行動のために組織された社会にて、国民全体の意思が政治的行動の唯一の正しい基準であるということに過ぎない。それは、抑制と均衡のシステム、及び間接民主主義の重要な要素と見なすことができる。したがって、国民は法律の制定過程に直接参加することも黙示的に認められている。市民とその政府及び議員を結びつけるこの役割は、正統性の概念と密接に関連している。国民が立法機関及びその構成員について基本的な理解しか持たない場合であっても、立法システム及び政策決定過程に対する民主的な支配を行使することができる。公教育は、立法過程における市民の参加と信頼を強化するための重要な戦略である。

## 歴史

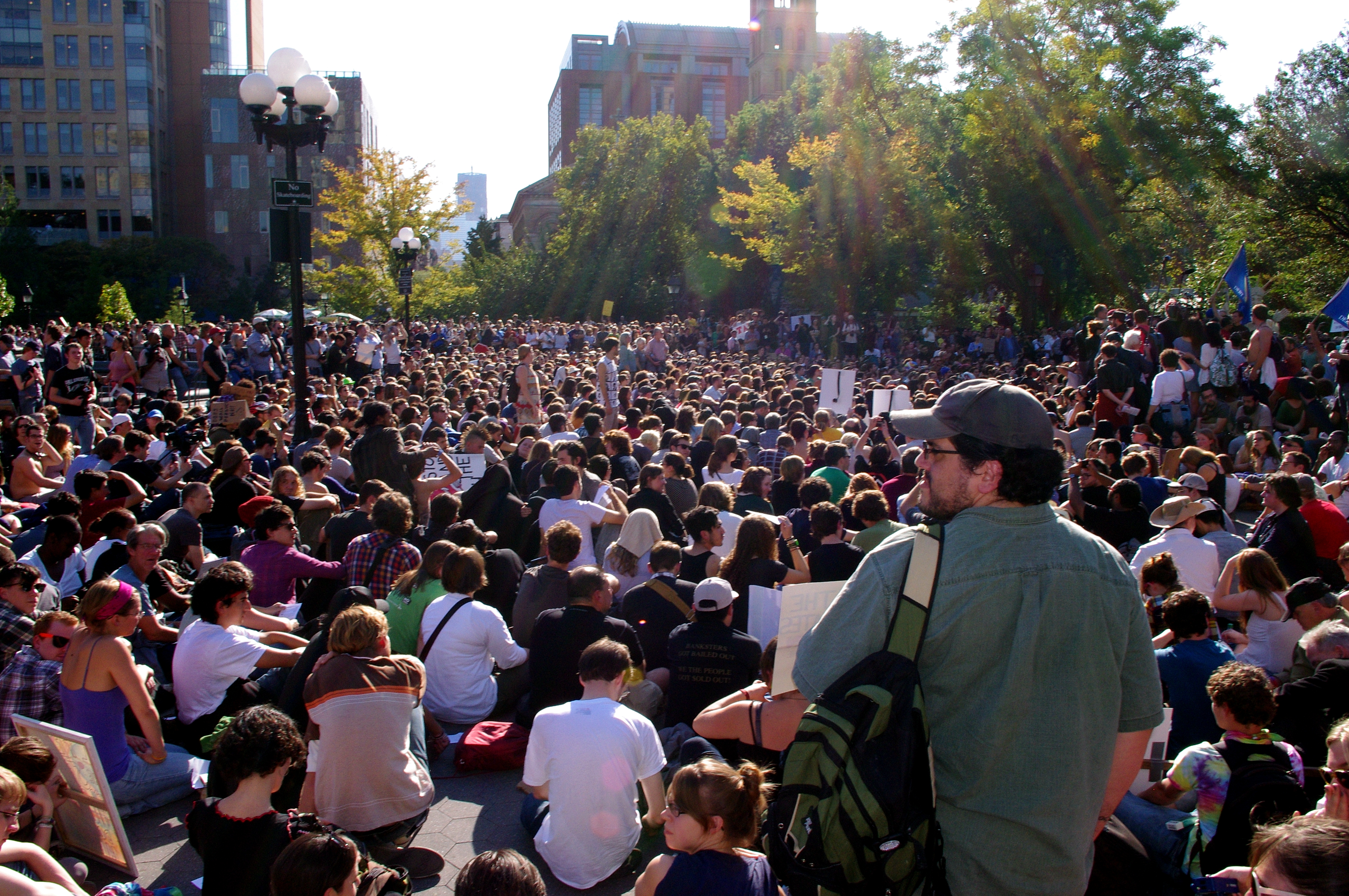
2011年10月8日、ニューヨークのワシントン・スクエア公園で展開された「占拠せよ」運動の参加者らはその総会 (「占拠せよ」運動)にて参加民主主義を使用した。

### 起源
紀元前7世紀と8世紀の古代ギリシアでは、村落や小さな町の非公式な分散型権力構造は町村が合併して都市国家になるにつれて、寡頭制による少数の集団が権力を握るようになっていった。このため、借金のために土地を売却しなければならず、借金の奴隷になるなど、一般庶民の間での困窮や不満の原因が多かった。紀元前600年頃、アテナイの指導者ソロンは少数派の権力を制限し、全ての自由身分の男性市民で構成された民衆議会による決定にて参加民主主義の部分的形態を再確立するためのいくつかの改革を主導した。その約1世紀後、ソロンの改革はさらに一層強化され、クレイステネスによって一般市民は直接関与させられた。アテナイの民主主義は紀元前322年に終わった。約2000年後に民主主義が政治システムとして復活した時、国民自身というよりは代表者によって意思決定が行なわれた。これの小さな例外は、中世後期からスイスの地方行政区画で花開いた限定的な直接民主主義だった。

### 19世紀から20世紀にかけて
近代に起こった一時的だが悪名高い例は、参加民主主義の普遍的な政治関与と、それに対応する集団的所有権および生産手段の管理という、参加民主主義そのものと同様に、生まれたばかりの組織化された左翼の要求とを結びつけた、1871年のパリ・コミューンだった。19世紀の終わり頃には、カール・マルクス、フリードリヒ・エンゲルス、ミハイル・バクーニン—コミューンによって、彼らは全員、第一インターナショナルと共に非常に感化されていた—そしてオスカー・ワイルドなどを含む少数の思想家が参加民主主義の拡大を提唱し始めた。参加民主主義の実際の実施が再開されるようになったのは20世紀だったにも関わらず、ほとんどは小規模なものであり、1980年代にはかなりの学術的な注目を集めた。
スペイン内戦 (1936年〜1938年)の間には、スペイン共和派のアナキストのメンバーによって支配されていたスペインの地域は、ほとんど完全に参加民主主義によって統治されていた。1938年、アナキストは、共産党内の元共和党の仲間による裏切りとフランシス・フランコ将軍のファランジズムの軍隊からの攻撃の後、立ち退かされた。敗北前のアナーキストと共にスペインで参加民主主義を経験した作家のジョージ・オーウェルは、その著書「カタロニア讃歌」の中でそれを論じ、参加民主主義は「平等の空気」を呼吸することができ、気取った態度、貪欲、権威への恐れのような通常の人間の動機の存在が消えた「奇妙で貴重な」経験であったとしている。
神秘主義者で哲学者のシモーヌ・ヴェイユは、一兵士としてスペインのアナキストを支援してきたが、後に政治宣言書The Need for Rootsで参加民主主義を推奨した。
参加民主主義は、重要な政治争点に対する国民投票や、地方自治体や職場のように小規模なコミュニティでの意思決定システムなどの導入を提言する。その提言は、人々が積極的に政治参加することで経済的利害に囚われる存在から公共へ参与しようとする、成熟した存在へ成長するだろうという期待である。ハンナ・アーレントの「人間の条件」(1958年)がこの議論を活発化させ、1960〜1970年代にかけての新左翼運動が参加民主主義を積極的に打ち出したことで一時大きな影響力を占めたが、その衰退とともに参加民主主義も政治議論の舞台から退いた。
1980年代、学術界での参加民主主義の注目度は、討論型世論調査を考案した教授のジェイムズ・フィシュキンによって高められた。より広い間接民主主義の枠組みの中で行われた参加民主主義の形での実験は、世界中の都市で始まり、市民参加型予算を導入したブラジルのポルト・アレグレが草創期の採用都市となった。世界銀行の研究は、これらの都市での参加民主主義によって住民のクオリティ・オブ・ライフがかなり改善されたことを明らかにした。

### 21世紀
21世紀初頭の目立たない参加民主主義の試みは、南北アメリカ、中華人民共和国、欧州連合に広がり始めた。アメリカ合衆国での一例には、2005年のハリケーン・カトリーナの後にニューオーリンズを再建する計画を立案し、その計画の立案と承認に数千人の一般市民が関与したものがある。
近年、ソーシャルメディアは参加民主主義の行動に変化をもたらした。2016年のアメリカの選挙では、ソーシャルメディアがニュースを広め、多くの[定量化する]政治家がTwitterなどのソーシャルメディアを利用して有権者を引きつけた。ソーシャルメディアは変化を求める運動を組織するのに役立ってきた。主にハッシュタグを通じて、市民は異なる視点で政治対話に参加する。公衆の関心と参加を促進するために、地方政府は、公衆のフィードバックに基づいて決定を下すためにソーシャルメディアを使い始めた。多くの関与が必要ではあるが、市民は委員会を組織して地元のニーズを明らかにし、市民や市当局と協力する予算代表者を任命している。ロシアでは、ウラジーミル・プーチンの年に一度の番組「ウラジーミル・ウラジーミロヴィチ・プーチンとのダイレクト・ライン」の質問コーナーにて、ロシア人が電話やソーシャルメディアを通じて投稿する何十万もの質問に答えることで、一般市民にある程度の参加を提供している —これは炉辺談話の最新、尚且つより双方向なタイプである。
2011年、参加民主主義は「占拠せよ」運動の注目すべき特徴となったが、この運動は主にTumblrの (「私たちは99%」と題した) 投稿で始まり、少数の個人がすべての権力を握っていると抗議し、主張した。世界中の運動の参加者は、すべての抗議者が発言権を持つ作業グループの結果と、作業グループが下した決定が効果的に集約された総会に基づいて決定を下した。彼らの決定プロセスは、平等、大衆参加、審議を結びつけようとしたが、意思決定が遅くなった。2011年の11月までに、その運動は明確に同一と見做せる目標を中心にまだ統合されていないとたびたび批判された。

## 主な批評

### メリット
参加民主主義の主要な支持者は、代表的なモデルに内在する民主主義の欠陥を考えると、参加民主主義は適切な政治的発展であると考えている。一般的に、参加民主主義は、直接民主主義と間接民主主義の仲介者として主張されているが、その強みは、市民の関与の拡大、人々の統制、平等主義と非搾取的な社会関係にある。
参加民主主義の最大の論拠は、民主化の促進である。「民主化した」社会がどの程度まで社会文化的および経済的文脈に依存するべきかについて、ペイトマンは「[...]その議論は、私たち自身の社会および政治生活をより民主的にする変化に関するものであり、個人が日常生活やより広い政治システムの中で意思決定に参加する機会を提供するでしょう。それは民主主義を民主化することです」。民主化された社会では、個人や集団は追求するだけでなく、現実的に利益を得ることができ、究極的には「現状を維持するための戦略ではなく、より公正で実りある社会への手段を[提供]」する。
参加民主主義が他の民主主義モデルよりも優れている点としては、教育の効果が挙げられる。当初はルソー、ミル、コール等が推進していた政治参加の拡大は有効性と深さの点で、結果的に国民を、より高い参加の質を追求あるいは達成させることにつながる:「参加する人が増えるほど、より良く参加できるようになる」。特に複雑な組織を持つ先進社会では、広く行き渡っている市民の能力に対する信頼の欠如を正確に打ち消すので、ペイトマンはこの可能性を強調する。これと同様に、ウルフは、多人数の組織であっても参加型モデルの実現可能性に自信を持っていると主張しており、それは政治的変革の最も重要な手段としての国家の介入を次第に減らしていくだろう。

### デメリット
参加民主主義に対する否定的な批判は、一般的に「最小限の民主主義」のための排他的な主張と一致する。デビッド・プロトケのように、参加型モデルと代議制モデルの間の融和的な仲介を求める批判者もいるが、過度に左翼的な民主主義イデオロギーには懐疑的な者もいる。文献の中には二つの一般的な反対意見が見られるが、その一つには、参与が大きくなるにつれて責任が大きくなることを考慮した、市民の能力に対する不信がある。ミヘルスは、参加型モデルの実現可能性を否定し、進歩を始めるために広範な参加をする動機の欠如を説明することによって、参加民主主義の教育的利益を反証までしている:「第一に、利己的で合理的なメンバーは、効果的であるために必要なスキルと知識を欠いており、役人の専門知識に頼ることが費用効果的であるので、参加する動機がほとんどない」。つまり、参加の動機、あるいは欲求は、政治学における一般意志に対する誤解である。国民全体が、どちらかというと無関心で指導者に依存していると分析することにより、参加民主主義のメカニズムは、先進社会とは本質的に相容れないものであると論じられている。
その他の懸念は、大規模な政治的インプットを効果的に管理し、同様に意味のある、反応の早いアウトプットの実現可能性に大きく依存している。プロトケは、より大きな政治参加を採用するためのいかなる制度的調整も、代議制の要素を排除することはできないので、普遍的参加のイデオロギー的要素を非難する。したがって、直接民主主義も参加民主主義も、安定した政治システムを現実的に維持するための何らかの代議制度を持たなければ、真の民主主義となることはできない。このような検討は、大規模で人口の多い地域では公平に直接参加を実現するのが不可能であるという想定に由来する。プロトケは最終的に参加民主主義よりも間接民主主義を支持し、「直接民主主義の理想と乱雑な現実の間の残念な妥協としての間接民主主義」という参加民主主義者による誤解を批判している。